# Botrychium gallicomontanum
Botrychium gallicomontanum är en låsbräkenväxtart som beskrevs av Donald R. Farrar och Johnson-groh. Botrychium gallicomontanum ingår i släktet låsbräknar, och familjen låsbräkenväxter. Inga underarter finns listade i Catalogue of Life.